# Euphorbia eranthes
Euphorbia eranthes là một loài thực vật có hoa trong họ Đại kích. Loài này được R.A.Dyer & Milne-Redh. mô tả khoa học đầu tiên năm 1937.